# تاماگاوا

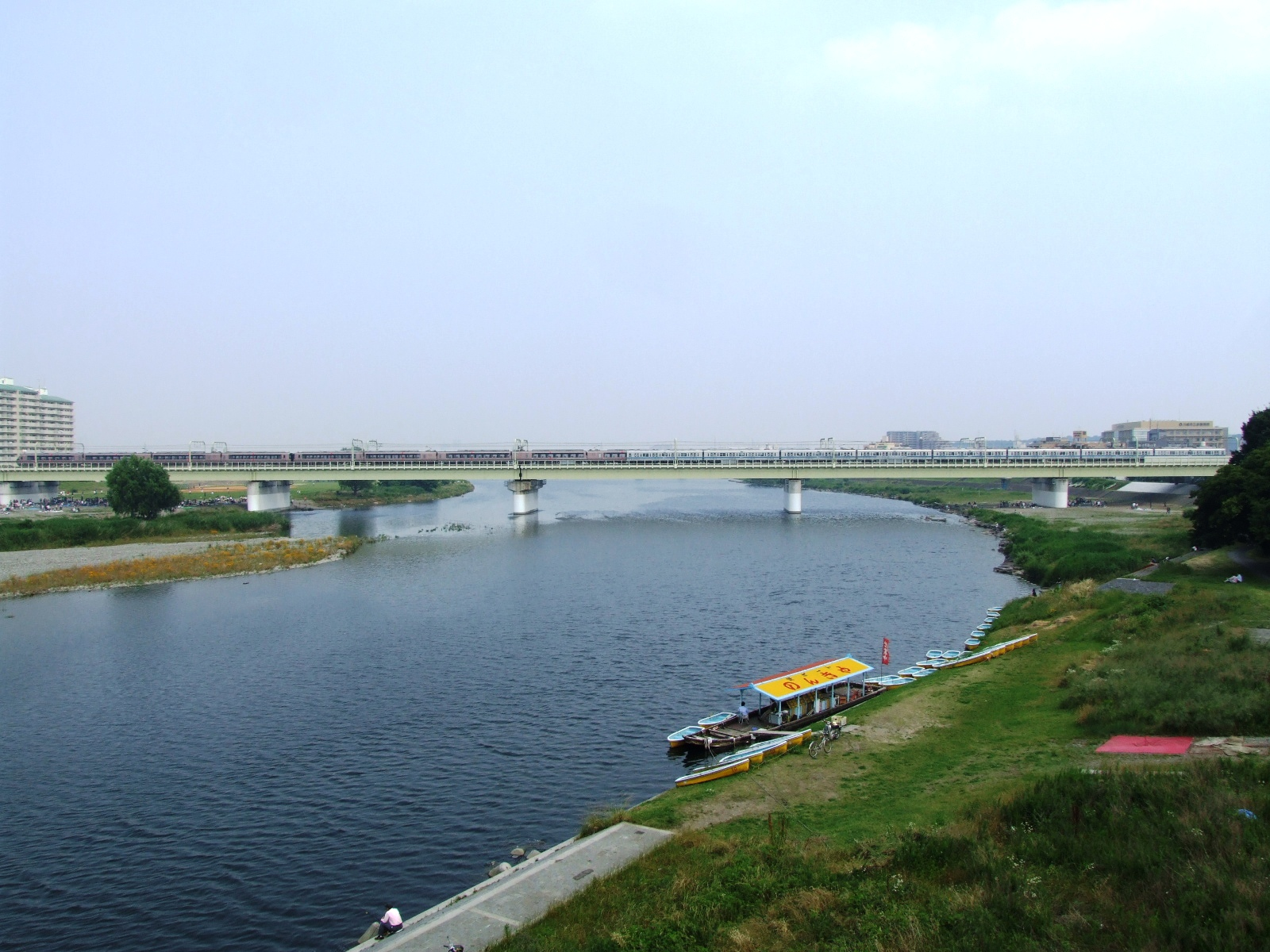
پل اُوداکیو بر روی رودخانه تاما.

رود تاما (به ژاپنی: 多摩川 Tamagawa) در استان کاناگاوا (神奈川県)، توکیو و استان یاماناشی (山梨県) جریان دارد. رود تاما مشخص کنندهٔ مرز بین  توکیو و استان کاناگاواست. این رود ۱۳۸ کیلومتر طول دارد.
این رودخانه محلِ خودکشی جوشی (خودکشی مرسوم به ژاپنی‌ها) است. در این راه خودکشی، فرد خود را به طنابی سفت در رودخانه می‌بندد و خود را در رودخانه تاما رها می‌کند.
اوسامو دازای، نویسنده معروف ژاپنی در این رودخانه به زندگی خود پایان داد.